# Hanam
Hanam (Hanam-si; 하남시; 河南市), è una città della provincia sudcoreana del Gyeonggi.